# Эстиссак (кантон)
Эстисса́к (фр. Estissac) — упразднённый кантон во Франции, находился в регионе Шампань — Арденны, департамент Об. Входил в состав округа Труа. Всего в кантон Эстиссак входили 10 коммун, из них главной коммуной являлся Эстиссак.
По закону от 17 мая 2013 и декрету от 14 февраля 2014 года количество кантонов в департаменте Об уменьшилось с 34 до 17. Новое территориальное деление департаментов на кантоны вступило в силу во время выборов 2015 года, и кантон Эстиссак был расформирован. С 22 марта 2015 года все коммуны кантона перешли в кантон Экс-ан-От.

## Коммуны кантона
| Коммуна         | Население, чел. (2006) | Почтовый индекс | Код INSEE |
| --------------- | ---------------------- | --------------- | --------- |
| Берсене-ан-От   | 363                    | 10190           | 10037     |
| Бюсе-ан-От      | 437                    | 10190           | 10066     |
| Вильмор-сюр-Ван | 475                    | 10190           | 10415     |
| Вошасси         | 531                    | 10190           | 10396     |
| Мессон          | 402                    | 10190           | 10240     |
| Нёвиль-сюр-Ван  | 432                    | 10190           | 10263     |
| Прюньи          | 395                    | 10190           | 10307     |
| Фонван          | 538                    | 10190           | 10156     |
| Шенжи           | 460                    | 10190           | 10096     |
| Эстиссак        | 1 783                  | 10190           | 10142     |

## Население
Население кантона на 2006 год составляло 5 846 человек.
| 1962 | 1968 | 1975 | 1982 | 1990 | 1999 | 2006 | 2012 |
| ---- | ---- | ---- | ---- | ---- | ---- | ---- | ---- |
| 4080 | 4359 | 4373 | 4890 | 5125 | 5264 | 5846 | 5320 |